# Chrysobothris beameri
Chrysobothris beameri es una especie de escarabajo del género Chrysobothris, familia Buprestidae. Fue descrita científicamente por Knull en 1954.
Mide  12.5 mm. Se encuentra en el sudoeste de América del Norte. Las larvas se encuentran en (Rhus virens var. choriophylla, Anacardiaceae.